# Olympus-1
Olympus-1 va ser un satèl·lit de comunicacions construït per British Aerospace per a l'Agència Espacial Europea. En dia del seu llançament, el 12 de juliol de 1989, fou el satèl·lit de telecomunicacions civil més gran construït, i, de vegades conegut com a "LargeSat" o "L-Sat". El satèl·lit va rebre una sèrie d'accidents desafortunats en òrbita i va arribar a fora de servei l'11/12 d'agost de 1993. El primer accident va ser la pèrdua de la possibilitat a articular els panells solars del satèl·lit. Això més tard va ser seguit per la pèrdua d'un giroscopi a bord durant l'apogeu a la pluja de meteors Persèides. El satèl·lit fora de control i els esforços per estabilitzar-ho va donar com a resultat la despesa de la major part del seu combustible. Posteriorment, es va traslladar a una òrbita cementiri en GEO i va ser posat fora de servei.